# Poggio-Mezzana
Poggio-Mezzana är en kommun i departementet Haute-Corse på ön Korsika i Frankrike. Kommunen ligger i kantonen Fiumalto-d'Ampugnani som tillhör arrondissementet Corte. År 2022 hade Poggio-Mezzana 823 invånare.

## Befolkningsutveckling
Antalet invånare i kommunen Poggio-Mezzana
Referens:INSEE